# Tour della nazionale maschile di rugby a 15 dell'Inghilterra 2002
Tra il 2000 e il 2003, ossia nel periodo tra le due edizioni della Coppa del Mondo di rugby la Nazionale inglese di rugby si è recata più volte in tour. Clive Woodward sta costruendo la squadra che vincerà la coppa del mondo, guidata da Martin Johnson e Jonny Wilkinson
Nel 2002, la nazionale inglese si reca per un breve tour di due partite in Argentina, mentre la selezione delle "England Counties" (selezione delle divisioni inferiori) si reca in Cile.

## La Nazionale in Argentina
La prima squadra si reca in Argentina, disputando due match a Buenos Aires.
Il primo match contro la seconda squadra Argentina termina con una clamorosa sconfitta, molto mal digerita da Clive Woodward.
| Buenos Aires 17 giugno 2002 | Argentina "A" | 29 – 24               | Inghilterra XV | B.A. Rugby & Cricket |
| \| \| \| \| \| Bouza, Giannantonio \| mt \| Morris, Walder, Cueto \| \| Quesada 2 \| tr \| Walder 3 \| \| Quesada 3, J. Fernandez Miranda \| c.p. \| Walder \| \| Quesada \| drop \| \| |               |                       |                |                      |
| |               |                       |                |                      |
| Bouza, Giannantonio | mt            | Morris, Walder, Cueto |                |                      |
| Quesada 2 | tr            | Walder 3              |                |                      |
| Quesada 3, J. Fernandez Miranda | c.p.          | Walder                |                |                      |
| Quesada | drop          |                       |                |                      |

Nel test ufficiale una sofferta vittoria per gli inglesi da un bilancio positivo al tour.
| Arbitro: | Alain Rolland |

| |            | |
| | mt         | Christophers, Kay |
| | tr         | Hodgson 2 |
| Quesada 6 | c.p.       | Hodgson 3, Stimpson |
| 15.Ignacio Corleto, 14.Gonzalo Camardón, 13.Jose Orengo, 12.Felipe Contepomi, 11.Diego Albanese, 10.Gonzalo Quesada, 9.Agustín Pichot (cap), 8.Gonzalo Longo Elia, 7.Rolando Martín, 6.Santiago Phelan, 5.Ignacio Fernández Lobbe, 4.Rimas Álvarez Kairelis, 3.Omar Hasan Jalil, 2.Federico Mendez Azpillaga, 1.Mauricio Reggiardo - Sostituti: 16.Mario Ledesma Arocena, 17.Lucas Ostiglia, 21.Roberto Grau, 22.Diego Giannantonio - Non entrati : 18.Jose Nunez Piossek, 19.Martín Durand, 20.Nicolás Fernández Miranda | Formazioni | 15.Michael Horak, 14.Tim Stimpson, 13.Geoff Appleford, 12.Ben Johnston, 11.Phil Christophers, 10.Charlie Hodgson, 9.Andy Gomarsall, 8.Joe Worsley, 7.Lewis Moody, 6.Alex Sanderson, 5.Ben Kay, 4.Alex Codling, 3.Phil Vickery (cap), 2.Steve Thompson, 1.David Flatman - Non entrati : 17.Trevor Woodman, 18.Hugh Vyvyan, 19.Adam Balding, 20.Nick Walshe, 21.Dave Walder, 22.Kevin Sorrell |

## "England Counties" in Cile
Mentre la nazionale maggiore vista l'Argentina, la England Counties, neonata selezione delle squadre di seconda divisione, si reca in Cile, per un tour di natura promozionale
| 22 giugno 2002 | Chile North XV | 12 – 38 | England Counties |  |

| 25 giugno 2002 | Chile South XV | 10 – 69 | England Counties |  |

| 29 giugno 2002 | Cile XV | 21 – 33 | England Counties |  |